# Цветан Цветанов
Цветан Ґенчев Цветанов (нар. 8 квітня 1965, Софія) — болгарський політик правого спрямування. Заступник голови політичної партії ГЕРБ. Віце-прем'єр та Міністр внутрішніх справ Болгарії в уряді Бойко Борисова (27 липня 2009 — травень 2013). 

## Біографія
Ще у часи Тодора Живкова Цветан Цветанов прийшов на службу до болгарських спецслужб (1987). Відтоді — штатний працівник Сьомого головного управління Державної Безпеки Болгарії (Държавна сигурност — ДС).. Також працював у обчислювальному центрі Центрального інформаційного управління ДС. 
1992 — закінчує Національну спортивну академію Болгарії за фахом вчитель фізкультури. 2000 — отримує кваліфікацію з права. 
1997 — поступає на службу до Міністерства внутрішніх справ. 2001 стає оперативним помічником головного секретаря міністерства, яким був майбутній прем'єр-міністр Бойко Борисов. Тоді ж починається його посилений вишкіл у країнах НАТО — Іспанії та США. Спеціалізується у царині боротьби з тероризмом та наркотрафіком. 2004 проходить спецкурси ФБР США, Департаменту внутрішньої безпеки США (2005).
У вересні 2005 Бойко Борисов залишає МВСР, а у листопаді його обрали міським головою Софії. Цветанов також залишає міністерство і стає заступником міського голови. 2006 Борисов засновує партію ГЕРБ, але оскільки посада міського голови не давала змоги брати участь у керівництві партією, то першим головою ГЕРБ став знов-таки його вірний помічник — Цветанов. Він же очолював і виборчий штаб партії ГЕРБ.
Після перемоги партії ГЕРБ на парламентських виборах у липні 2009, Цветан Цветанов спочатку очолює парламентську фракцію, а 27 липня того ж року стає віце-прем'єром у новому уряді Бойко Борисова, також суміщаючи посаду міністра Міністерства внутрішніх справ. 
Серед зовнішньополітичних невдач Цветанова — провал плану вступу до зони Шенген, який був анонсований на весну 2011, але не здійснений до сьогодні. Серед причин — критика з боку ЄС органів внутрішніх справ, які не можуть дати раду корупції та організованій злочинності. 
Також Цветанов не приховує критичного ставлення до ромської громади Болгарії, що також використовується опонентами партії ГЕРБ та особисто політика. Серед найбільш затятих противників Цветанова — колишні комуністи, активісти БСП, які буквально колекціонують його політичні та приватні «гріхи». Цветанов — об'єкт нищівної критики газет, які контролюють «червоні». Він відповідає тим же. Під час робочого візиту до міста Пернік (2012), він заявив: 
| У Перніку не землетруси страшні. Найстрашніше — це нехлюйське управління країною Болгарською соціалістичної партією... |
У травні 2013 року склав урядові повноваження у зв'язку з позачерговими парламентськими виборами. 

## Нагороди
- 2009 — «Знак за відмінне несення служби» від міністра Міністерства внутрішніх справ Литви Раймундаса Палайтіса.

## Родина
Цветан Цветанов одружений із Десиславою Цветановою, яка є працівником спецслужб.  Має три доньки — це Ґерґана, Васілена, Софія.